# Pedro Arias de Ávila
Pedro Arias de Ávila znany także jako Pedrárias lub Pedrárias Dávila (ur. ok. 1443 w Segowii, Hiszpania, zm. 6 marca 1531 w León) – hiszpański konkwistador, gubernator Złotej Kastylii (hiszp. Castilla del Oro) (1514–1526), dworzanin króla Ferdynanda II.

## Gubernator Castilla del Oro
W 1514 roku król mianował go gubernatorem utworzonej na Przesmyku Panamskim kolonii koronnej Castilla del Oro (Panama). Miał zaprowadzić tam porządek i uwięzić Vasco Núñeza de Balboę, oskarżanego o czyny pirackie. List od Balboi o odkryciu Morza Południowego (hiszp. Mar Del Sur ) oraz danina dla króla w złocie i szlachetnych kamieniach zmieniły nastawienie Ferdynanda II. Mianował Balboę adelantado Mar del Sur i dwóch okręgów nad oceanem, ale za radą arcybiskupa Juana Rodrigueza de Fonseca podporządkował gubernatorowi Castilla del Oro. Arcybiskupowi zdecydowanie Balboa się nie podobał, gdyż sprawował władzę z nominacji wicekróla Hispanioli (Dziś Republika Dominikany i Haiti), Diego Colona, który rościł sobie pretensje do Panamy z tytułu odkryć i przywilejów ojca.
Wieści o złocie obudziły nadzieje króla i setek hidalgos. W 1513 roku na 22 statki Ávila zaokrętowało się przeszło 2000 rycerzy odzianych w jedwabie i brokaty. Nie zabrakło biskupa ani gubernatorowej. Towarzyszył gubernatorowi osobisty sekretarz, Fernandez de Oviedo, późniejszy oficjalny kronikarz Indii Zachodnich i kasztelan zamku w Santo Domingo. Sekretarzując gubernatorowi, którego serdecznie nie cierpiał, napisał I część znanego dzieła Historia general y natural de las Indias; było ono bezkrytyczne i apologetyczne w stosunku do hiszpańskich konkwistadorów z wyjątkiem gubernatora.
W Panamie stosunki między dwoma gubernatorami ułożyły się z początku poprawnie. Balboa przeniósł się nad Pacyfik, podporządkował sobie trzydzieści plemion i przystąpił do budowy czterech brygantyn. Miał zamiar przebadać wybrzeża Pacyfiku, poszerzyć swoje włości i odszukać legendarnie bogatą krainę Indian, która – według krążących legend – położona była gdzieś na południu kontynentu.

### Osobowość
Uważa się, że Ávila był gubernatorem okrutnym, nieporadnym i chorobliwie zazdrosnym o wpływy i władzę, a ponadto hazardzistą. Nazywano go "Furor Domine". Kazał wymordować Indian wokół Dárien i w mieście zapanował głód, umarło 500 hidalgos. Oskarża się go o śmierć dwóch milionów Indian. Oviedo napisał:
"Popełniał on bez powodu największe okrucieństwa i zabijał Indian [...], torturował ich i grabił. Pozostawił cały kraj w zamęcie buntu, wojny i wrogości"
Ávila zazdrościł osiągnięć Balboi i oskarżał go wobec króla o swoje niepowodzenia. Chciał przejąć realizację jego planów i w 1519 r., lub w 1517 r., gdy statki na Pacyfiku były już na ukończeniu, zaprosił Balboę do Darién. Na drodze czekał Francisco Pizarro z nakazem aresztowania. Balboa został oskarżony o "szykowanie zdrady", skazany na śmierć i natychmiast ścięty.

### Dalsze podróże
W Salwadorze i Hondurasie konkwistadorzy Ávili spotkali się z ludźmi Hernana Cortesa i po starciach między sobą wytyczyli granice między Złotą Kastylią, a Nową Hiszpanią. W Nikaragui pod dowództwem Hernanda de Soto od 1523 roku toczyli zażarte walki z Indianami. Oczekując na hiszpańskie statki z korzeniami z Moluków, Ávila w 1519 roku zbudował nad Pacyfikiem port Panamę, a nad Morzem Karaibskim – Nombre de Dios i połączył je drogą. Flotę Balboi przekazał Gasparowi de Espinozie, sędziemu, który wydał wyrok śmierci. Espinoza dokończył budowy statków i w ciągu dwóch lat zbadał 600 Mm oceanicznych wybrzeży Panamy i Kostaryki. Na dłużej zatrzymał się w zatoce Parita w Zatoce Panamskiej, aby doszczętnie ograbić żyjących tu Indian, których już raz ograbił w 1515 roku w czasie wyprawy lądowej.
W 1522 roku wysłał na południe Pascala de Andagoyę, który dotarł do odległej o 250 Mm zatoki Buenaventura w dzisiejszej Kolumbii i wrócił ciężko chory, ale z informacjami o bogatym państwie Birú (Peru). W tym samym roku zezwolił swojemu kuzynowi Gilowi Gonzalesowi de Avilli na zorganizowanie wyprawy na północ wzdłuż oceanicznych wybrzeży Ameryki Środkowej na poszukiwanie złota i cieśniny łączącej oceany. Dwa lata później wysłał go na podbój Hondurasu.
1524 roku jako niejawny udziałowiec przystąpił do spółki Francisca Pizarro, Diega de Almagro oraz księdza Hernanda de Luque i zezwolił im odszukać i zdobyć królestwo Birú (Peru).

### Śmierć
W 1526 roku przeniósł się do León, w Nikaragui, gdzie 1 lipca 1527 został ogłoszony jego gubernatorem. Pozostał tam już do końca swoich dni. Zmarł w wieku 91 lat, 6 marca 1531 roku.